# Parc national de Flinders Chase
Le parc national de Flinders Chase est un parc national situé à l'ouest de l'île Kangourou à 213 km au sud d'Adélaïde, capitale de l'Australie-Méridionale.
Depuis la création du parc en novembre 1919, l'endroit est devenu un sanctuaire pour de nombreuses espèces en danger dont certaines ont été importées du continent dans les années 1920 et 1930 notamment le koala en 1923 et l'ornithorynque en 1928. La plupart de ces espèces s'y trouvent encore.
Le parc abrite aussi de beaux paysages naturels comme les Remarkable Rocks, Admiral Arch.

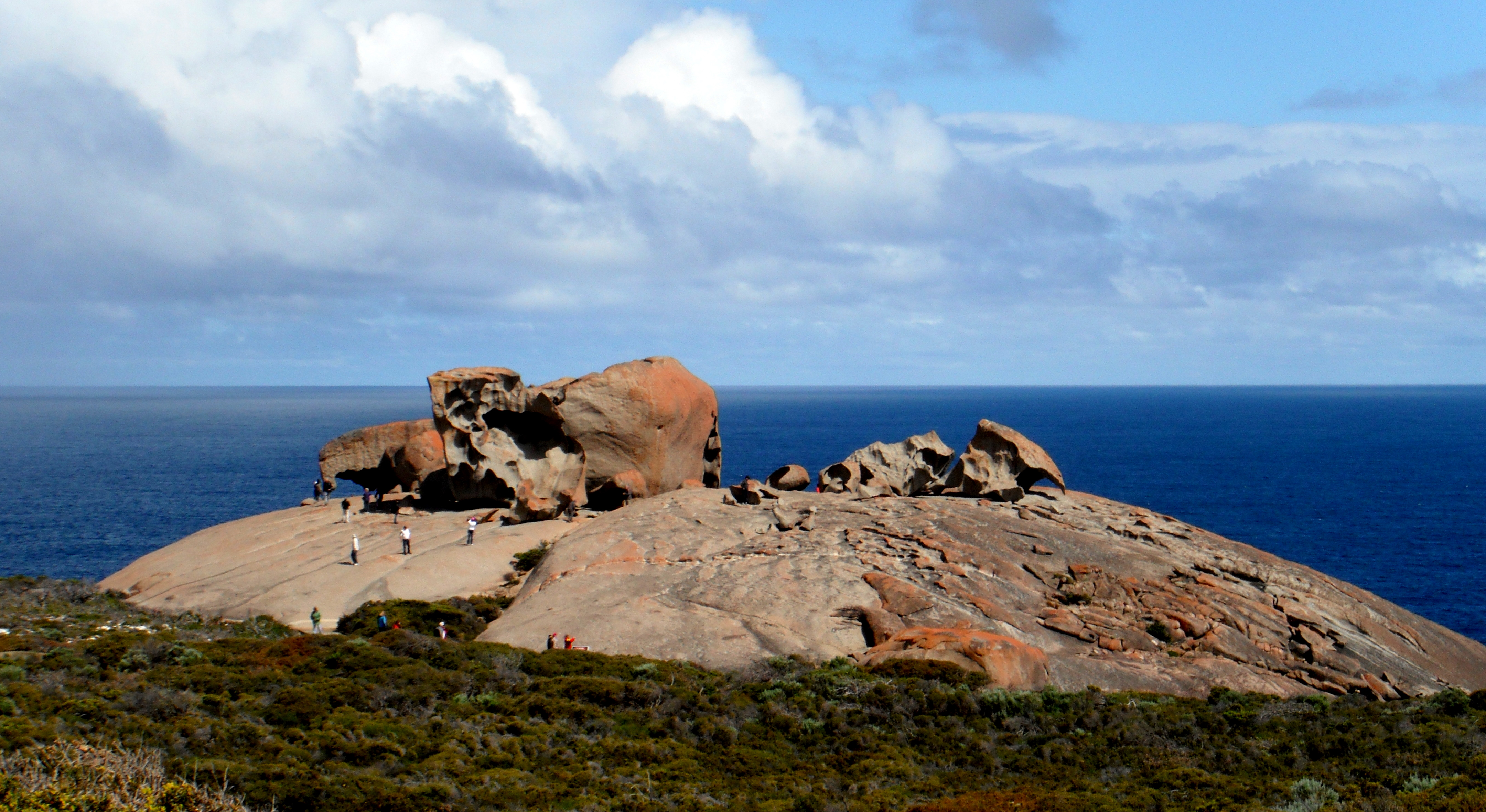
Remarkable Rocks.